# Apulia cleora
Apulia cleora är en insektsart som beskrevs av William Lucas Distant 1908. Apulia cleora ingår i släktet Apulia och familjen dvärgstritar. Inga underarter finns listade i Catalogue of Life.